# Spinotarsus striatus
Spinotarsus striatus är en mångfotingart som beskrevs av Kraus 1960. Spinotarsus striatus ingår i släktet Spinotarsus och familjen Odontopygidae. Inga underarter finns listade i Catalogue of Life.